# Bolgrad Wine Fest

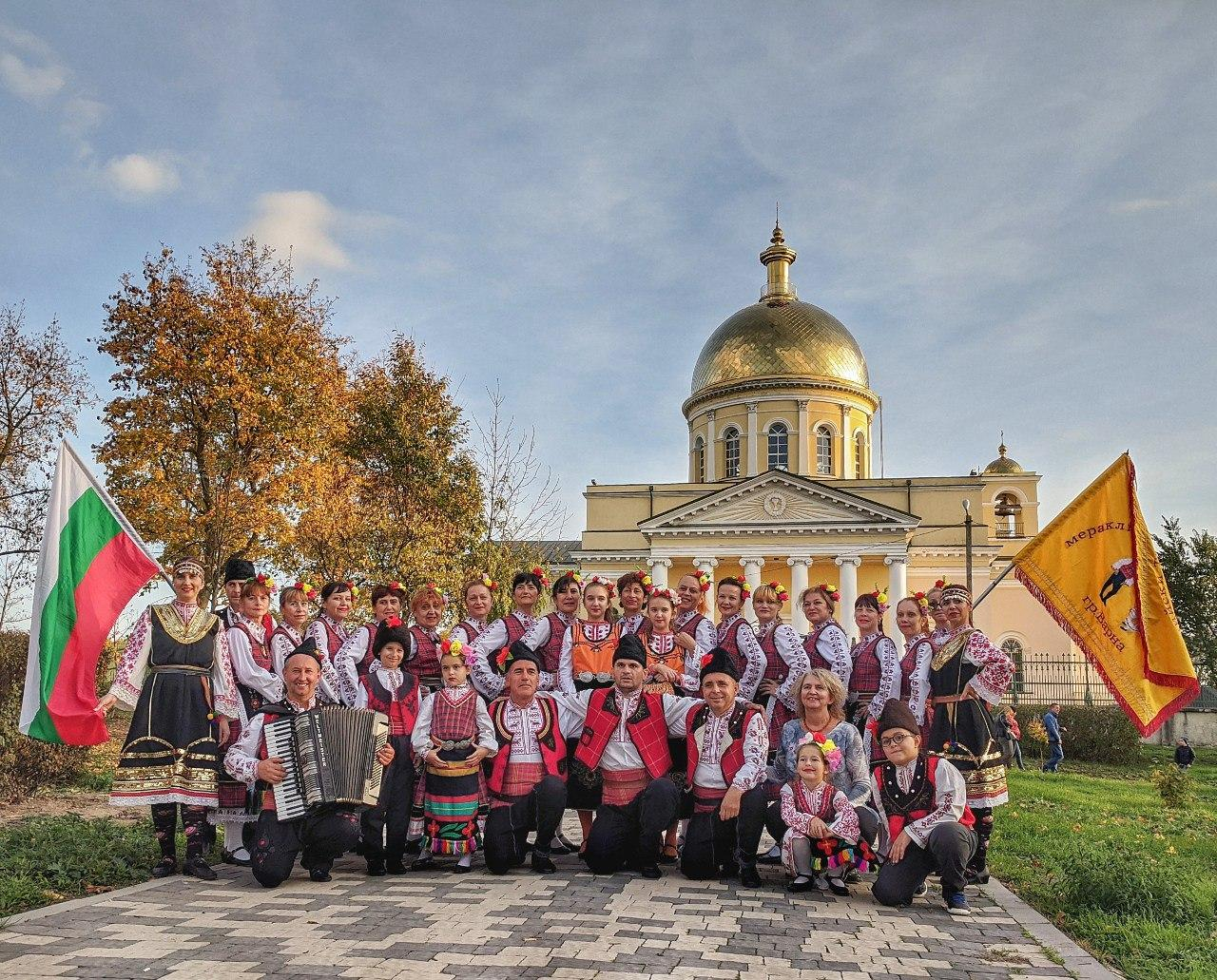
Фестиваль у 2019 р.

«Bolgrad Wine Fest» — щорічний винний фестиваль, який з 2010-го року проходить у листопаді у місті Болград (Одеська область). Винний фестиваль у Болграді є логічним витоком демонстрації багатих традицій виноробства Бессарабії та самобутньої культури краю.
Фестиваль входить до маршруту «Дороги вина та смаку Української Бессарабії».

## Концепція
У конкурсній програмі фестивалю беруть участь молоді вина домашнього виробництва, які представляють вітчизняні та зарубіжні виробники.
У номінації «Молоді вина (домашні)» обирають найкращі червоне, рожеве та біле вино. Вина минулих років оцінюються за сортами — краще каберне, алиготе тощо. У програмі також є конкурс закусок до вина — краща каурма, бринза, найкраща милина. Крім того конкурсні змагання серед презентацій свого продукту й громади, конкурс оповідань, історій, анекдотів про вино та виноробство, сувенірів. Окремо проводиться конкурс «Королева винного фестивалю».
На фестивалі також представлені безліч закусок з національних страв болгарської, молдавської та української кухні.
Фестиваль проходить на центральній площі Болграда.

## Історія
«Bolgrad Wine Fest» було засновано у 2010 році, зокрема для привернення уваги туристів до виноробної галузі та регіону у цілому.
«Bolgrad Wine Fest» 2013
Третій фестиваль, який пройшов у 2013 році, вийшов з приміщення будинку культури — конкурсна програма проводилася на центральній площі міста. У культурній програмі проведення фестивалю взяли участь болгарські, гагаузькі, албанські колективи художньої самодіяльності. Із молдавськими піснями й танцями виступали гості з гагаузької села Копчак.
«Королевою винного фестивалю — 2013» серед дівчат Болградського району стала представниця села Виноградне Аліна Желяскова. Найкращою закускою було визнано продукцію Наталії Стоматова з села Олександрівка, краща каурма —Микола Постолов з села Виноградне, краща милина — Костянтин Младіна з села Жовтневе. Краще домашні вина врожаю 2013 року — вина Олександра Іванова та Валерія Жечева з села Жовтневе та Івана Ламбова з села Криничне. Приз глядацьких симпатій — вино виробництва ТОВ «Елітвінпром».
«Bolgrad Wine Fest» 2016
З шостого фестиваля у 2016 році він став проводитися протягом двох днів. З більш ніж шести десятків зразків вин до участі у фестивалі було відібрано 21 винороб з Болградського, Кілійського, Ізмаїльського, Біляївського районів Одеської області та столиці Гагаузії молдовського міста Комрат. Концертна програма складалася з виступів творчіх колективів болгарських, гагаузьких та албанських сіл, гостей з Болгарії.
Фестиваль припав на світкування річниці утворення району, тому у рамках фестивалю відбулося нагородження переможців щорічного конкурсу «Людина року Болградчіни».
Дубові бочки як нагороди отримали Валерій Польшаков (м. Ізмаїл) та Артур Бондаренко (м. Болград), Мар'ян Шевченко (м. Біляївка), Станіслав Рожков (м. Кілія), Іван Кіхана (м. Болград), Дмитро Сари (м. Комрат). Приз глядацьких симпатій — Михайло Фучеджі (с. Кубей).
Краща каурма — Сергію Кайряк (с. Залізничне), краща бринза — Андрій Радулов (с. Олександрівка), краща милина — Валентина Станева (с. Виноградне).
«Bolgrad Wine Fest» 2017
Вже традиційно дводенний фестиваль проходить на центральній площі міста. В конкурсній програмі взяли участь 30 виноробів та 30 майстрів національної кухні.
Переможцями стали: Іван Дімов (м. Ізмаїл), Василь Живора (м. Ізмаїл), Мар'ян Шевченко (м. Біляївка), Валерій Желясков (с. Криничне. Переможці серед юридичних осіб — винний льох «Вінарія» (м. Ізмаїл) та ТОВ «Діоніс» (м. Болград). Кращий милин — Костянтин Младіна (с. Каракурт), краща бринза — Іван Радулов (с. Олександрівка), краща каурма — Микола Постолов (с. Виноградне). Приз глядацьких симпатій  Михайло Фучеджі (села Кубей) — третій рік поспіль — самий хлібосольний учасник фестивалю.
«Bolgrad Wine Fest» 2018
Нововведення восьмого фестивалю — оригінальне його відкриття у вигляді театралізованої постановки про традиції виноробства та конкурс на швидкість поїдання кебабче (м'ясні ковбаски, приготованих на грилі) та проведеня змагання з армрестлінгу.
Переможцями стали: Юрій Греков (м. Болград), Георгій Червень (м. Вулканешти, Молдова), Іван Дімов (м. Ізмаїл). Винний льох «Вінарія» (Валерій Польшаков, м. Ізмаїл), Валерій Желясков (с. Криничне), Сергій Родкін (м. Ізмаїл). Головний переможець — Василь Живора (м. Ізмаїл — дев'ять дипломів за кращі вина.
«Bolgrad Wine Fest» 2019
На дегустації, яка передувала фестивалю, було представлено молоді та витримані вина, виготовлені виноробами-любителями Болградського, Ізмаїльського, Кілійського районів, Одеси, Овідіополя, Теплодара, Маяка, а також кількох населених пунктів Молдови. Комісія оцінила білі, рожеві і червоні сухі вина, а також десертні та кріплені вина. Загалом технічний відбір пройшло 171 зразок вина.
В рамках фестивалю відбулося обговорення перспектив розвитку туризму Бессарабії та всієї Україні. У дискусії взяли участь представники місцевої влади, організатори і учасники Болградського фестивалю, туроператори.
Кращим за підсумками фестивалю було вручено 22 дипломи за вина їх виробництва, які набрали найвищі бали під час дегустації. Лідером за числом отриманих дипломів — п'ять — став винний льох «Вінарія» з Ізмаїлу. По три диплома у Івана Койчева (с. Криничне) та Василя Живори (м. Ізмаїл). По два дипломи — у Василя Гулько (м. Болград), Івана Кирчіва (с. Каракурт), Юрія Грекова (м. Болград) та ПП «Кара Гані» (м. Вулканешти). Також дипломи отримали Валерій Желясков (с. Криничне), Наталя Шестова (м. Ізмаїл) та Едуард Манзула (с. Лиманка, Овідіопольський район). Приз глядацьких симпатій другий рік поспіль у Наталії Шестової з Ізмаїла. Переможцями в номінаціях «національні закуски» стали Іван Димитров (с. Городнє) за кращу милину, Павло Пінті (с. Городнє) — за кращу бринзу та Артур Арутюнян (м. Болград) — за кращу каварму.